# Karl Bock von Wülfingen
Karl Friedrich Wilhelm Jobst Philipp Bock von Wülfingen (* 18. Februar 1772 in Hannover; † 15. Januar 1852 in Celle) war ein hannoverscher Generalleutnant.

## Leben
Karl stammte aus dem niedersächsischen Adelsgeschlecht Bock von Wülfingen. Seine Vorfahren stammen aus der I. (lutherischen) Linie, die sich auf Kurt Bock von Wülfingen (1545–1628) zurückführen lässt. Stammvater des Astes Rittergut Bockerode, aus der Karl Bock von Wülfingen stammt, war Jobst Gabiel Bock von Wülfingen (1678–1743).
Karl Bock von Wülfingen war Herr auf Bockerode und Wülfingen. Wie viele seiner Familienmitglieder schlug auch er eine militärische Laufbahn ein und trat in hannoversche Dienste.

## Familie
Karl Bock von Wülfingen heiratete am 28. November 1797 in Stade Karoline Freiin von der Schulenburg (1778–1815). Nach ihrem frühen Tod heiratete er am 14. April 1819 Karoline von Schlütter (1794–1862). Aus den Ehen gingen folgende Kinder hervor:
- Georgine (1798–1800)
- Luise (1800–1861) ⚭ 1829 Ernst von Tschirschnitz (1796–1873), hannoverscher General der Infanterie
- Kurt (1801–1802)
- Klementine (1805–1869)
- Julius (1820–1886), Herr auf Bockerode und Wülfingen ⚭ 1849 Marie von Dachenhausen (1828–1905), Eltern des Generalmajors Georg Bock von Wülfingen
- Andreas (1821–1863), Major ⚭ 1854 Agnes von Estorff (* 1834), Eltern des Generalmajors Otto Bock von Wülfingen
- Auguste (* 1822), Erbdrost des Stifts Hildesheim, Major a. D.
- Karl (*/† 1823)
- Marie (1827–1877)